# Alexandre Manuel Costa Ruas
Alexandre Manuel Costa Ruas (* 11. Februar 1956 in Aldeia Gavinha) ist ein ehemaliger Radrennfahrer aus Portugal und nationaler Meister im Radsport.

## Sportliche Laufbahn
Er begann als Amateur bei dem Verein Lousa. Ruas (in deutschen Medien auch Rua) wurde 1979 und 1980 (vor Fernando Sousa Fernandes) portugiesischer Meister der Amateure im Straßenrennen.  Mehrfach gewann er die Meisterschaft des Distriktes Lissabon. 1976 gewann er die Punktewertung und zwei Etappen der Portugal-Rundfahrt.  Ein Jahr später gewann er fünf Etappen und erneut die Punktewertung. Dreimal startete er bei der Internationalen Friedensfahrt, der 21. Rang 1981 war dabei sein bestes Resultat. Beim wichtigsten Eintagesrennen Portugals, Porto–Lissabon (Porto–Lisboa), siegte er 1980, 1982 und 1984. Auch auf der Bahn war er erfolgreich, so wurde er 1981 portugiesischer Meister im Sprint. Seine Stärke lag in seiner Endschnelligkeit, damit konnte er eine Vielzahl von Rennen im Endspurt gewinnen. Er war, gemessen an der Anzahl der Siege, in den 1980er Jahren einer der erfolgreichsten Radrennfahrer Portugals.